# Église de la Sainte-Trinité de Serinchamps
Pour les articles homonymes, voir Église de la Sainte-Trinité.
L'église de la Sainte-Trinité appelée aussi église de la Trinité  est un édifice religieux catholique classé situé dans le village de Serinchamps faisant partie de la commune de Ciney en province de Namur (Belgique). 

## Situation
L'église est située au centre du village de Serinchamps, en Famenne. Elle est entourée de son cimetière ceint de murs en pierre calcaire. L'accès à l'édifice se fait depuis la rue du Vachau par treize marches en pierre de taille placées à l'angle sud du mur du cimetière et protégées par une grille entre deux piliers, à mi-hauteur des escaliers.

## Historique
L'édifice actuel a été bâti en deux phases principales. La nef et le chœur d'après les plans de Martin Mouton, architecte à la Paix-Dieu  en 1755 puis la tour par l'architecte Pierre-Hubert Marneffe de Bas-Oha en 1775. Tous ces travaux furent réglés par l'abbaye d'Aulne, décimatrice du lieu.

## Description
La nef comprend cinq travées percées de baies à linteau bombé et un chevet plat à angles rabattus sous une toiture en ardoises. La nef et le chevet sont construits en pierre calcaire. La tour est bâtie en brique avec les chainages d'angle en pierre calcaire. Elle compte quatre niveaux, possède deux portails à linteau bombé placés latéralement. Elle est surmontée par une toiture se terminant par une courte flèche octogonale d'ardoises surmontée d'une croix et en fer forgé et d'un coq en girouette. À l'intérieur, le mobilier est remarquable avec, entre autres, un Christ en croix de style roman du début du XIIIe siècle, un autre bénissant datant environ de 1500 et un troisième de pitié du XVIe siècle.

## Classement
L'église de la Trinité, le mur du cimetière et l'ensemble formé par cet édifice et le cimetière sont classés depuis le 17 avril 1980 et repris sur la liste du patrimoine immobilier classé de Ciney.